# Alpes de Lanzo y de Alta Moriana
Los Alpes de Lanzo y de Alta Moriana (en italiano, Alpi di Lanzo e dell'Alta Moriana, llamados también Alpi Graie meridionali "Alpes Grayos meridionales"; en francés, Alpes de la Haute Maurienne et de Lanzo o Alpes grées meridonales), son una subsección de los Alpes Grayos. 
Constituyen la parte meridionale de los Alpes Grayos. Se encuentran entre el Piamonte y la Saboya.

## Delimitación
Lindan:
- al norte con los Alpes del Gran Paradiso (en la misma sección alpina) y separados por el Río Orco;
- al este con la Llanura padana;
- al suroeste con los Alpes del Moncenisio (en los Alpes cocios) y separados por el Colle del Moncenisio;
- al oeste con los Alpes de la Vanoise y del Grand Arc (en la misma sección alpina) y separados por el Colle del Iseran;
- al norteoeste con los  Alpes de la Grande Sassière y del Rutor  (en la misma sección alpina) y separados por el Colle de la Galise.

Girando en sentido de las agujas del reloj, los límites geográficos son: Colle del Moncenisio, Río Arc, Colle del Iseran, Río Isère, Colle de la Galise, Valle del Orco, Llanura padana, Valle de Susa, Valle Cenischia, Colle del Moncenisio.

## Subdivisión
Según la definición de la SOIUSA los Alpes de Lanzo y de Alta Moriana son una subsección con la siguiente clasificación:
- Gran parte = Alpes occidentales
- Gran sector = Alpes del noroeste
- Sección = Alpes Grayos
- Subsección = Alpes de Lanzo y de Alta Moriana
- Código = I/B-7.I

Según la SOIUSA los Alpes de Lanzo y de Alta Moriana se subdividen en tres supergrupos, nueve grupos y 17 subgrupos:
- Cadena Rocciamelone-Charbonnel (A)
  - Grupo Roncia-Lamet (A.1)
    - Nudo de la Punta Roncia (A.1.a)
    - Nudo de la Punta Lamet (A.1.b)

  - Grupo del Rocciamelone (A.2)
    - Nudo del Rocciamelone (A.2.a)
    - Cresta Lunella-Arpone (A.2.b)

  - Grupo del Charbonnel (A.3)
- Cadena Arnas-Ciamarella (B)
  - Grupo Autaret-Ovarda (B.4)
    - Cresta Autaret-Lera-Arnas (B.4.a)
    - Subgrupo de l'Ovarda (B.4.b)
    - Cresta Ciorneva-Montù-Marmottere (B.4.c)

  - Grupo Bessanese-Albaron (B.5)
    - Subgrupo de la Bessanese (B.5.a)
    - Cresta Albaron-Grand Fond (B.5.b)

  - Grupo Ciamarella-Mondrone (B.6)
    - Subgrupo de la Ciamarella (B.6.a)
    - Cresta del Mondrone (B.6.b)

  - Grupo Sea-Mulinet (B.7)
    - Subgrupo Sea-Monfret (B.7.a)
    - Subgrupo Gura-Mulinet-Martellot (B.7.b)
- Cadena Levanne-Aiguille Rousse (C)
  - Grupo de las Levanne (C.8)
    - Nudo de las Levanne (C.8.a)
    - Cresta Unghiasse-Bellavarda (C.8.b)

  - Grupo Cima d'Oin-Aiguille Rousse (C.9)
    - Subgrupo de la Cima d'Oin (C.9.a)
    - Subgrupo Aiguille Rousse-Aiguille Pers (C.9.b)

## Cimas principales

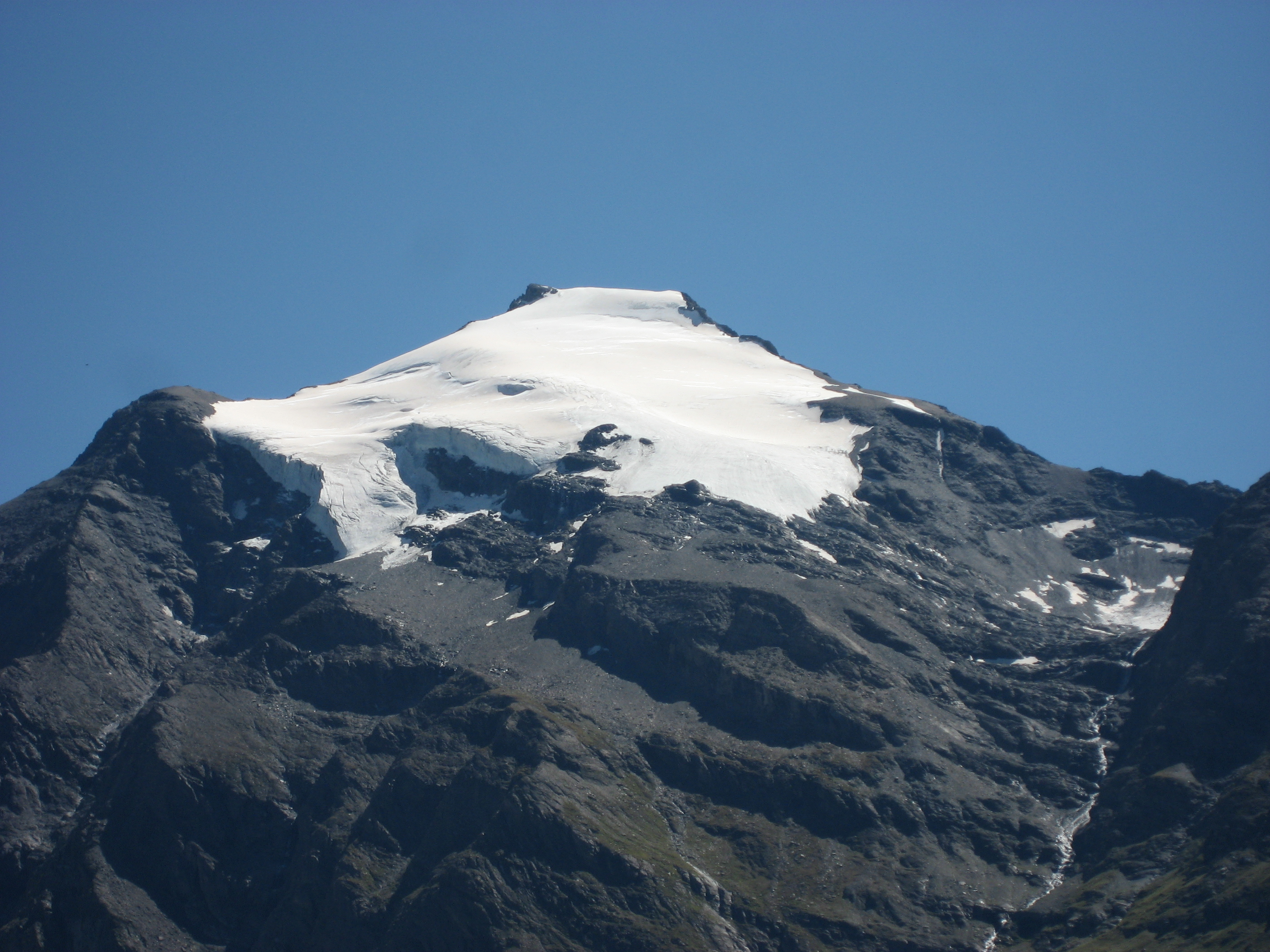
Pointe de Charbonnel, la cima más alta de la subsección.

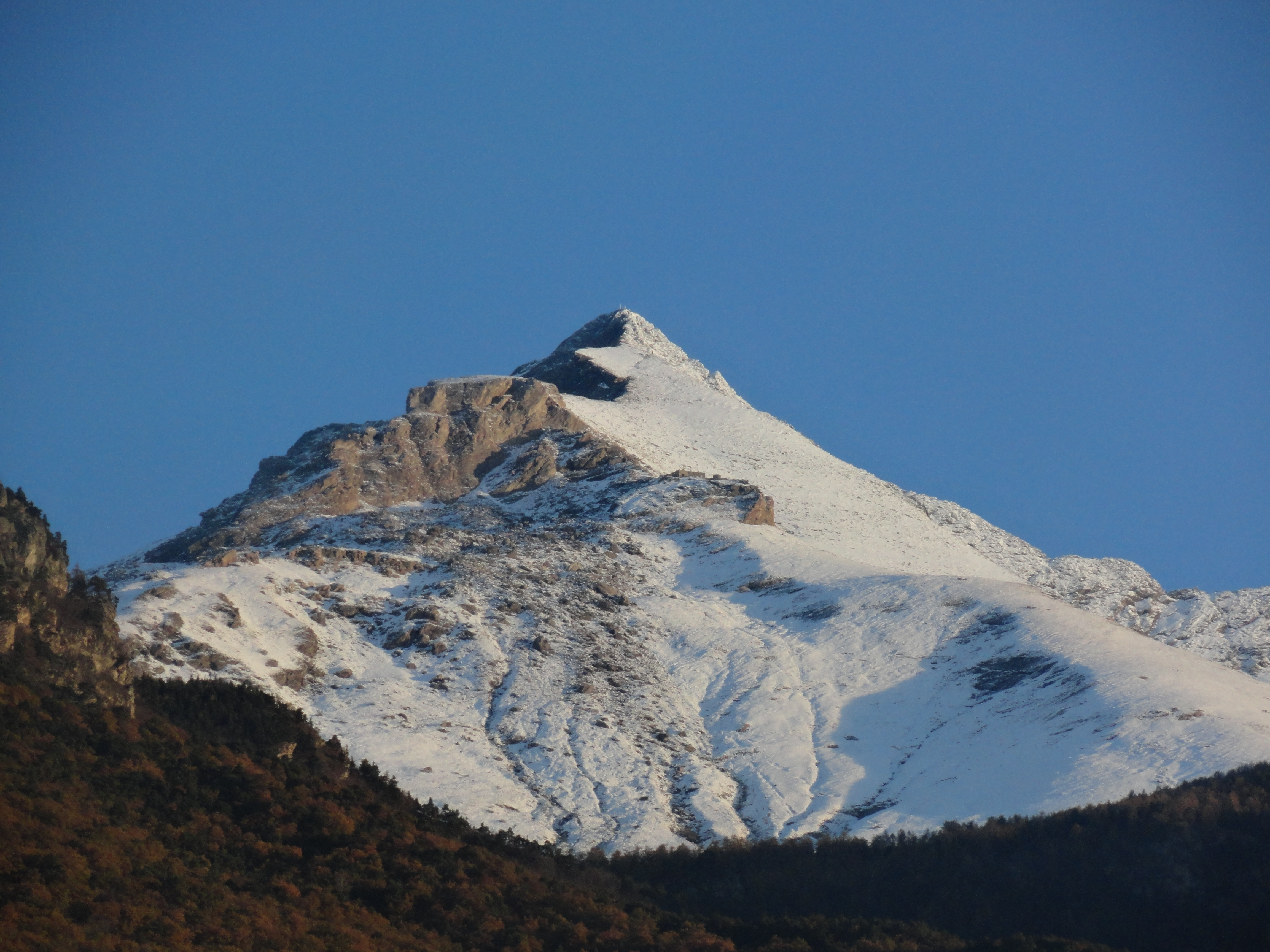
El Rocciamelone, 3.358 m.

Ente las cimas comprendidas en los Alpes de Lanzo y de Alta Moriana se pueden mencionar las siguientes montañas:
- Pointe de Charbonnel - 3.752 m
- Uia di Ciamarella - 3.676 m
- Albaron di Savoia - 3.638 m
- Levanna Centrale - 3.619 m
- Punta di Ronce - 3.612 m
- Uia di Bessanese - 3.604 m
- Croce Rossa - 3.546 m
- Rocciamelone - 3.538 m
- Punta Chalanson - 3.530 m
- Punta Lamet - 3.504 m
- Grande Aiguille Rousse - 3.482 m
- Aiguille Pers - 3.451 m
- Punta Marmottere - 3.384 m
- Punta Sulè - 3.384 m
- Signal du Grand Mont Cenis - 3.377 m
- Monte Lera - 3.355 m
- Signal de l'Iseran - 3.237 m
- Torre d'Ovarda - 3.075 m
- Monte Palon - 2.965 m
- Uia di Mondrone - 2.964 m
- Monte Unghiasse - 2.939 m
- Monte Ciorneva - 2.918 m
- Punta Lunella - 2.772 m
- Bellavarda - 2.345 m
- Monte Civrari - 2.302 m
- Monte Soglio - 1.971 m
- Monte Arpone - 1.602 m
- Monte Colombano - 1.658 m
- Uja di Calcante - 1.614 m
- Monte Musinè - 1.150 m